# هوندوئارا
شهر هوندوئارا (به رومانیایی: Hunedoara) در شهرستان هوندرا در کشور رومانی واقع شده‌است. جمعیت این شهر ۷۱٬۳۸۰ نفر  است.